# Зразковий Єнсі
«Зразковий Єнсі» (англ. The Mold of Yancy) — політична науково-фантастична коротка повість американського письменника Філіпа К. Діка. Уперше видана в серпні 1955 року видавництвом «Quinn Publishing Company, Inc.» у журналі «If». Увійшла до четвертого тому «Зібраної короткої прози Філіпа К. Діка» 1987 року.
Українською мовою коротка повість видана «Видавництвом Жупанського» у 2023 році в третьому томі «Повного зібрання короткої прози» Філіпа К. Діка в перекладі Ганни Гнедкової.

## Сюжет
Сюжет короткої повісті розгортається навколо розслідування на Каллісто, позаземній колонії, де виникло суспільство «м'якого» тоталітаризму (тоталітаризму без примусу й диктатури). Головний персонаж, Єнсі, — популярна публічна фігура, яка насправді є віртуальним творінням групи так званих «єнсівців». Єнсі коментує всі аспекти повсякденного життя — від вибору їжі та домашніх тварин до політичних питань — через рекламу й телевізійні програми. Його повідомлення сприяють формуванню в населення аполітичного та уніфікованого світогляду. Думки Єнсі видаються глибокодумними, хоча насправді вони досить розпливчасті та поверхові.

## Коментар Ф. К. Діка
|                                                                                                 | Звісно, прототипом Єнсі є президент Ейзенгавер. Протягом його правління ми всі переймалися проблемою чоловіка-у-сірому-фланелевому-костюмі, ми боялися, що вся країна перетворюється на одну людину, на конвеєр клонів. (Хоча в ті дні ми не знали слова «клон»). Цей сюжет подобався мені настільки, що став основою роману «Передостання правда», особливо та думка, що влада завжди нам бреше. Для мене досі актуальна ця думка, точніше, я все ще вірю, що все так і є. Звісно, Вотерґейт підтвердив ключову ідею цієї історії. |
| — Філіп Дік (1978 рік) , з приміток видання: Філіп К. Дік. Повне зібрання короткої прози. Том 3 | |

## Видання українською мовою
- Дік, Філіп. К. Повне зібрання короткої прози. Том 3 / Пер. з англ.: Єгор Поляков, Ганна Гнедкова. — Київ: Видавництво Жупанського, 2023. — (Ad Astra) — 592 с. ISBN 978-617-7585-85-4
  - Зразковий Єнсі (із 332 с. по 355 с.; переклала Ганна Гнедкова)

## Зауваги
1. ↑  Дані взято з видання: Філіп К. Дік. Повне зібрання короткої прози. Том 3, Видавництво Жупанського, 2023